# Capronia dactylotricha
Capronia dactylotricha är en lavart som beskrevs av Unter., Cand. & Samuels 1995. Capronia dactylotricha ingår i släktet Capronia och familjen Herpotrichiellaceae.   Inga underarter finns listade i Catalogue of Life.